# 1573
| 1573               |
| ------------------ |
| Dødsfald - Fødsler |
| • Begivenheder     |

| Gregoriansk kalender | 1573 MDLXXIII           |
| Ab urbe condita      | 2326                    |
| Armensk kalender     | 1022 ԹՎ ՌԻԲ             |
| Kinesiske kalender   | 4269 – 4270 壬申 – 癸酉 |
| Etiopisk kalender    | 1565 – 1566             |
| Jødisk kalender      | 5333 – 5334             |
| Hindukalendere       |                         |
| - Vikram Samvat      | 1628 – 1629             |
| - Shaka Samvat       | 1495 – 1496             |
| - Kali Yuga          | 4674 – 4675             |
| Iransk kalender      | 951 – 952               |
| Islamisk kalender    | 981 – 982               |

Konge i Danmark: Frederik 2. 1559-1588

## Begivenheder
- Tycho Brahe udgiver et skrift "De nova stella" om en nyopdukket stjerne i stjernebilledet Cassiopeia der nu kan ses som SN 1572
- Konføderationen af Warszawa
- 7. marts – Osmannerriget slutter fred med Venedig, der må give afkald på Cypern.
- 18. december – Hertugen af Alba Fernando Álvarez de Toledo afløses efter sit eget ønske af Don Luis de Requesens y Zuñiga, som spansk statholder i Nederlandene.